# Astragalus complicatus
Astragalus complicatus är en ärtväxtart som beskrevs av William Jackson Hooker och George Arnott Walker Arnott. Astragalus complicatus ingår i släktet vedlar, och familjen ärtväxter. Inga underarter finns listade i Catalogue of Life.